# Земля (роман Елизарова)
«Земля» — роман Михаила Елизарова, над которым писатель работал в 2014—2019 годах. Официально издан московским издательством АСТ в 2020 году, а фактически — в октябре 2019 года.
Это первое литературное произведение автора после семилетнего перерыва. Выход романа стал одной из самых громких премьер сезона. Произведение привлекло внимание литературного сообщества.
Главный герой книги — Владимир Кротышев, работающий землекопом и охранником в похоронной сфере. Молодой человек испытывает мистическую тягу к «могильной» жизни с раннего детства. Действие романа разворачивается в позднем СССР и в постсоветской России. 
Темы романа: жизнь, смерть и судьба. В книге рассказывается о реалиях похоронного бизнеса. Слоган произведения — «Первое масштабное осмысление русского танатоса». Критики отмечали многослойность романа «Земля» и сочетание в нём сразу нескольких жанров, таких как роман воспитания, производственный роман, любовный роман и философский роман.
Роман «Земля» получил полярные отзывы критиков. Одни литературоведы отметили незавершённость произведения и сюжетных линий, многословность, обилие обсценной лексики и профессионального сленга, слабую сочетаемость слоёв романа. Авторы других рецензий придерживались противоположного мнения. Однако большинство отметили отличное владение словом и хороший стиль автора.
В августе 2020 года роман «Земля» стал лауреатом литературной премии «Национальный бестселлер». За произведение Михаила Елизарова проголосовали двое из четырёх членов Малого жюри. Роман вошёл в шорт-лист премии «Большая книга».
Многие литературоведы выразили надежду на выход продолжения романа «Земля», необходимого для раскрытия незавершённых сюжетных линий. Однако Михаил Елизаров допустил, что последующие части потенциальной дилогии или трилогии, возможно, не будут написаны.

## Сюжет
Центральный персонаж романа — Володя Кротышев. Он родился в семье физика и лаборантки. Из-за сложного характера отцу Володи не удаётся закрепиться ни на одном рабочем месте. В результате семья вынуждена была постоянно менять город проживания. Однажды переехать пришлось в деревню. Таким образом, своё позднесоветское и постсоветское детство Володя проводит в нескольких провинциальных населённых пунктах. Ещё с детства у Володи проявляется мистическая тяга к «могильной» жизни. В детском саду он участвует в захоронении насекомых в песочнице, выполняя роль «землекопа».
Когда Володе исполнилось девять лет, отец подарил ему часы «Ракета», названные «биологическими»: они были заведены за 15 минут до рождения мальчика. Отец не раскрывает смысл данного действия, однако главный герой серьёзно относится к подарку, бережно хранит часы и постоянно заводит их.
Основное действие романа разворачивается уже в середине нулевых. После окончания школы Володя планировал поступить в один из вузов Рыбнинска — города, где на тот момент проживал. Однако плохо знавший математику главный герой провалил вступительные испытания в институт. Парень вовремя не позаботился об «откосе» от армии, в результате чего попал в стройбат. На воинской службе молодой человек приобрёл важные навыки и жизненный опыт: Володя «вырос» до сержанта, научился копать и рыть могилы. Срочную службу главный герой завершает явно более сильным и заматеревшим. После дембеля он возвращается в Рыбнинск, где собирается со второй попытки реализовать намерения по поступлению в вуз. Однако планы героя нарушает его единокровный брат Никита: он пригласил Володю в город Загорск работать в его конторе. Володя согласился, однако его привлекают не столько карьерные перспективы, сколько девушка брата — Алина, в которую главный герой влюбился.
Никита встретил своего младшего брата тепло, а вот Алина не воодушевлена приездом Володи. Уже в Загорске главный герой узнаёт суть деятельности своего родственника — похоронный бизнес не без сотрудничества с бандитами, изготовление и продажа памятников и надгробий. Владимир осваивает эту профессию и знакомится с главными деятелями кладбищенского направления маленького подмосковного города. Главный герой становится «смотрящим» за подчинёнными своего брата. По ходу повествования Володя выясняет, что у Никиты тоже есть собственные «биологические часы», подаренные отцом.
Алина, которая изначально была холодна к Володе, заигрывает с парнем и решает вступить с ним в половую связь. Владимир не сопротивляется. Однако спустя некоторое время Никита узнал правду об измене девушки и предательстве брата. В итоге мужчины начали драку на пустыре, во время которой Алина разбила «биологические часы» Никиты: так девушка пыталась остановить братьев. В итоге Никита исчез из повествования, а Алина сделала выбор в пользу Володи и начала жить с ним. Общаясь с увлекающейся «потусторонним миром» девушкой, главный герой получает от неё знания о философии русской смерти. Со временем Володя и сам становится «философом».
После ссоры с Никитой Володя покидает фирму брата и устраивается в компанию его сообщников, но на этот раз — не «смотрящим», а землекопом. Главный герой роет могилы, однако продолжается это недолго. Вскоре Владимир становится охранником фирмы главного конкурента Никиты — Гапона. Володя постоянно переживает по этому поводу, считая данный поступок предательством по отношению к брату. Изначально Владимир даже не хотел соглашаться на работу. За это Алина, потратившая много сил на трудоустройство своего возлюбленного, обиделась на парня и ушла от него.
В заключительной части романа Володя участвует в диспуте с большими гостями из Москвы — знакомыми Гапона. Главному герою явно удалось показать внушительный багаж знаний и произвести впечатление на загадочных «экзаменаторов». В итоге главный герой приглашён ими на некие «курсы повышения квалификации», суть которых не раскрывается. Произведение завершается своеобразным хеппи-эндом: к Володе вернулась Алина.

## История создания
После выхода сборника «Мы вышли покурить на 17 лет» (2012) Михаил Елизаров не выпускал новые литературные произведения в течение семи лет. Всё это время автор занимался музыкальной деятельностью, исполняя песни в стиле «бард-панк-шансон». Среди коллег Елизарова и его поклонников появлялись слухи о том, что он «ушёл из литературы» и сделал окончательный выбор в пользу карьеры автора-исполнителя. Однако на деле писатель продолжил литературную деятельность, занимаясь созданием большого романа.
По словам Елизарова, идея романа «Земля» возникла у него одновременно с идеей «Библиотекаря». Однако в середине 2000-х он остановил свой выбор на реализации второго замысла. Написание кладбищенского романа было отложено писателем на неопределённый срок. Автор пришёл к выводу, что ещё не готов к раскрытию такой серьёзной темы.
К первоначальной идее писатель вернулся уже в середине 2010-х годов. По словам Елизарова, в зрелом возрасте «закрыть гештальт» гораздо проще, так как у человека уже нет цели добиться творческого успеха или популярности. Главное — «просто сделать». Елизаров писал роман «Земля» в течение четырёх с половиной лет, в период с 2014 по 2019 годы. Порой автор тратил несколько дней на написание одной страницы. Писатель, по его собственному признанию, тщательно продумывал каждое слово и каждую фразу. При этом он ориентировался на собственный жизненный опыт. Как и Володя Кротышев, Елизаров служил в стройбате (хотя «дальше госпиталя дело не пошло»). Кроме того, по словам писателя, ему также доводилось рыть могилы. Изначально Елизаров рассчитывал завершить роман за год. Однако при разворачивании сюжета он часто сталкивался с невозможностью «добраться до события». Автору казалось, будто он опаздывает.
Елизаров ревностно относился к отправленному на редактуру тексту и практически не позволял выбрасывать из него фразы. Писатель подчёркивал важность того, чтобы текст оставался авторским. Редакторы же видели роман слишком длинным: они обращали внимание на чрезмерное количество мата, маловажных деталей, описаний малоинтересных для читателя нюансов профессии и лишних реплик. Однако Елизаров «боролся за каждое слово», не желая менять изначальный замысел. Так, после редактуры из нескольких сотен страниц была удалена лишь одна.
Редакторы долго думали, как лучше представить новую книгу Елизарова. В итоге они остановили свой выбор на предложенном автором слогане «Первое масштабное осмысление русского танатоса». Яркая фраза привлекла внимание критиков и литературоведов: многие цитировали её в своих отзывах. В качестве второго слогана был выбрана цитата из книги: «Чем ближе к кладбищу, тем дальше от смерти».
Официальный год издания романа «Земля» — 2020-й. Однако фактически книга появилась в октябре 2019 года . Роман вышел в редакции Елены Шубиной, при этом есть пометка об «авторской редакции». Презентация состоялась в декабре 2019 года в одном из книжных магазинов Санкт-Петербурга. После долгого молчания Елизарова публика с нетерпением ожидала его новую книгу, которая в итоге стала одной из самых громких премьер литературного сезона. После выхода произведения оно сразу же привлекло к себе внимание критиков и вызвало бурные обсуждения в литературных кругах.
Книга получила «винтажное» оформление: она стилизована под старое издание с потёртой ветхой обложкой землистого цвета. На обложке размещена иллюстрация «Momentum More» авторства Тани Миллер. В выборе и проектировании дизайна участвовал сам Михаил Елизаров.
800-страничная «Земля» оказалась самым большим романом Елизарова: по своему объёму книга сравнима со всеми предыдущими романами автора, вместе взятыми: «Pasternak», «Библиотекарь» и «Мультики».

## Анализ
Роман Елизарова «Земля» — далеко не первое литературное произведение, имеющее такое название. Так, историк литературы Андрей Ястребов вспомнил о книгах авторства Эмиля Золя, Ольги Кобылянской и Перл Бак. При этом с «Землёй» Золя произведение Михаила Елизарова, по мнению Аствацатурова, не имеет ничего общего, за исключением «физиологии жизни». Публицист Александр Секацкий считает, что роман можно было назвать «Земля и смерть», по аналогии с эпопеей Льва Толстого «Война и мир» и произведением Вадима Кожевникова «Щит и меч».
Михаил Елизаров отмечал, что заголовок книги — это чаще всего широкое понятие, имеющее сразу несколько смыслов и не обязательно ассоциирующееся исключительно с чем-то материальным. Писатель считает, что слово «земля» — одно из понятий, олицетворяющих нацию. Таким образом, произведение можно назвать «романом о России».
По мнению писателя Германа Садулаева, роман «Земля» показал нового Елизарова: если раньше автор продолжал традиции Владимира Сорокина и Юрия Мамлеева в плане деконструкции и абсурдизма (доказательством тому является произведение «Библиотекарь»), то теперь он показал нечто другое: «слишком солидное, не деконструкция, но реконструкция, настоящий русский роман, „роман романыч“». По словам Садулаева, в романе «Земля» воспевается «мир девяностых»: эпоха, которая на самом деле никуда не ушла и лишь слегка изменилась, трансформировавшись в нулевые и десятые. Писатель Александр Снегирёв считает, что в произведении показан процесс формирования постсоветского человека, живущего в современной России. Учитывая тему смерти, страна неоднократно характеризуется в романе как «труп СССР».
Как отмечал сам автор, текст в романе «Земля» представлен в виде «орнамента»: встречается много повторяющихся моментов и дублирующих структур. Важное внимание уделено описанию детства главного героя и психологическим травмам, полученным им в ранний период жизни. Так, Володя Кротышев был изгоем в школе и постоянно боролся с травлей. Елизаров подчёркивал, что именно детство является «единственным доступным мифом», который ему довелось пережить. С детального описания первого периода жизни персонажей автор начинал и многие другие своих произведения: «Pasternak», «Мультики», «Библиотекарь». Заключительная часть произведения (диспут Володи с «приспешниками Сатаны» из Москвы) представлена в виде «галлюциногенного» и «похмельного» повествования. Время течёт медленно, большое внимание уделено описаниям запахов. Возникает впечатление расслоения пространства и времени. Последние двести страниц книги описывают события одного дня. Похожий приём используется в романе Джеймса Джойса «Улисс» и рассказе Александра Солженицына «Один день Ивана Денисовича».
Несмотря на мрачность, произведение наполнено и юмором, представленным в виде рассказов Алины-Эвелины, прибауток Никиты и присказок Гапоненко. В романе много обсценной лексики. По словам критика Татьяны Сохаревой, автор продемонстрировал целый пласт «матерного» фольклора. Отмечается специфический говор многих персонажей, наличие профессионального сленга работников похоронной сферы. Внимание уделено и армейским историям.
По жанру, стилю и сюжетной основе критики сравнивали роман «Земля» с постмодернистскими произведениями Юрия Мамлеева, Виктора Пелевина и Владимира Сорокина, фильмом Квентина Тарантино «Криминальное чтиво» и кинолентой Федерико Феллини «Репетиция оркестра». Писатель и филолог Андрей Аствацатуров отметил близость произведения к реализму и натурализму, хотя не забыл и о мистической составляющей сюжета. В этом плане критик сравнил роман «Земля» с произведениями Владимира Набокова: основа — реализм, мистическое — «где-то рядом», но разгадать его не представляется возможным. Писательница Аглая Набатникова считает, что произведение написано в жанре «культового готического романа с национальным колоритом». Национальный колорит в романе увидел и критик Алексей Колобродов, номинировавший произведение на премию «Национальный бестселлер». По его мнению, в книге «Земля» автор принял «однообразие русской жизни». Литературовед Анна Жучкова так и не сумела разобраться в жанровой характеристике и тематике произведения. Она считает, что это не совсем реализм и не совсем деконструкция. Также «Землю», по мнению Жучковой, нельзя назвать полноценным метафизическим романом или романом о времени и смерти.
Марина Александрова о понятии Времени в романе: «Главная суть философии смерти — это остановка Времени. Местами, где Время остановлено, объявляются именно кладбища. Они же — места силы для разнообразных темных практиков, от досужих клоунов от мистицизма (именно „клоунами“ адепты духовных практик обычно называют нахватавшихся пошлых эзотерических верхушек дилетантов) до очень серьезных людей. Кстати, весьма любопытно указание на шекспировских „клоунов“-могильщиков. Это намек на разрушительный, воинственно убийственный, мертвящий смех, возникающий на месте убитой сакральности, убитого Времени. Остановленная река превращается в смрадную лужу, мир, где остановлено Время, превращается в кладбище, на котором жируют наделенные интеллектом и глумящиеся над всем живым черви».
По мнению Колобородова, основная мысль произведения заключается в том, что от судьбы нельзя уйти. О теме непостижимости смерти в романе «Земля» рассуждала писатель и критик Татьяна Москвина. Редактор Вероника Романова подчеркнула, что главной темой книги как для автора, так и для редакции является смерть. При этом в беседе с писателем Сергеем Шаргуновым Михаил Елизаров отметил, что в книге он хотел показать жизнь, а смерть его не интересует.

### Многослойность произведения
Критики отмечали многослойность романа, который представлен в нескольких ипостасях.
Первая грань — роман воспитания. В произведении видна трансформация главного героя: от неопытного подростка до зрелого мужчины, в жизни которого были дружба, любовь, предательство, сложность выбора. Садулаев считает, что в этой части Елизаров реконструирует произведения XIX века: романы, отличающиеся «неторопливой описательностью», детальностью и определённой позицией «автора-бога».
Вторая грань — производственный роман. Критики отмечают точность и детальность описания деятельности сотрудников похоронных контор. Читатель знакомится с особенностями копания могил, нюансами устройства моргов и холодильников. По их словам, автору удалось передать суть похоронной деятельности со знанием дела. Садулаев отметил, что роман можно назвать и «производственно-криминальным», так как, согласно сюжету, криминал является важной частью бизнеса. Как отметил критик и философ Михаил Хлебников, в романе «Земля» Елизаров продемонстрировал суть похоронного бизнеса: компании вынуждены вести борьбу за «ещё не остывшее тело». «Отвоёванного» покойника следует охранять от конкурентов. Причём в борьбу вступают как частные, так и государственные организации. Ради получения клиентов (родственников умерших) бизнесмены готовы давать взятки медикам и правоохранителям. Дело доходит и до рукоприкладства в отношении конкурентов. Таким образом, герои произведения опровергают устоявшееся суждение о «невидимой руке рынка», которая «наведёт порядок».
Третья грань — философский роман. В тексте упоминаются мысли Кьеркегора, Сведенборга, Хайдеггера. Андрей Аствацатуров сравнил последние сто страниц романа с платоновским диалогом и философским диспутом, в котором герои романа пытаются «объязычить "небытие" и связать его понимание с опытом современности». Данный приём встречался в произведениях Анатоля Франса и Томаса Манна. Впрочем, многие критики раскритиковали философскую составляющую романа «Земля». Так, Аглая Топорова назвала её «школярским умничаньем», а Марина Кронидова — «юношеской заумью». Анна Жучкова сравнила философские экзерсисы со «скачанными из интернета студенческими рефератами».
Четвёртая грань — любовный роман. Важное место в сюжете уделено отношениям Володи и Алины. При этом Аствацатуров предложил называть роман «Земля» «любовно-мистическим», так как это чувство представляется в произведении в виде познания.

### Персонажи

#### Владимир Кротышев
Главный герой романа родился в начале Перестройки — в 1986 году, вырос в «лихие девяностые» и оформился как личность уже в непростые 2000-е. Семья главного героя вынуждена постоянно переезжать. Александр Снегирёв увидел в этом схожесть с биографией автора: раннее детство Михаил Елизаров провёл в Ивано-Франковске — в «интеллигентной квартире». Позже семья будущего писателя и музыканта переехала в Харьков с его «суровыми многоэтажными окраинами».
Ещё в детстве Володя начинает чувствовать тягу к «земляному миру». Возникает впечатление, будто этот путь предначертан ему жизнью. Данное чувство для героя необъяснимо, однако игнорировать его невозможно. Своё «могильное» призвание герой ощущал ещё в детстве. Своеобразным посвящением можно назвать похоронные игры в песочнице, ночные походы на кладбище во время пребывания в пионерском лагере. По-особому Володя воспринял и смерть своего 84-летнего деда.

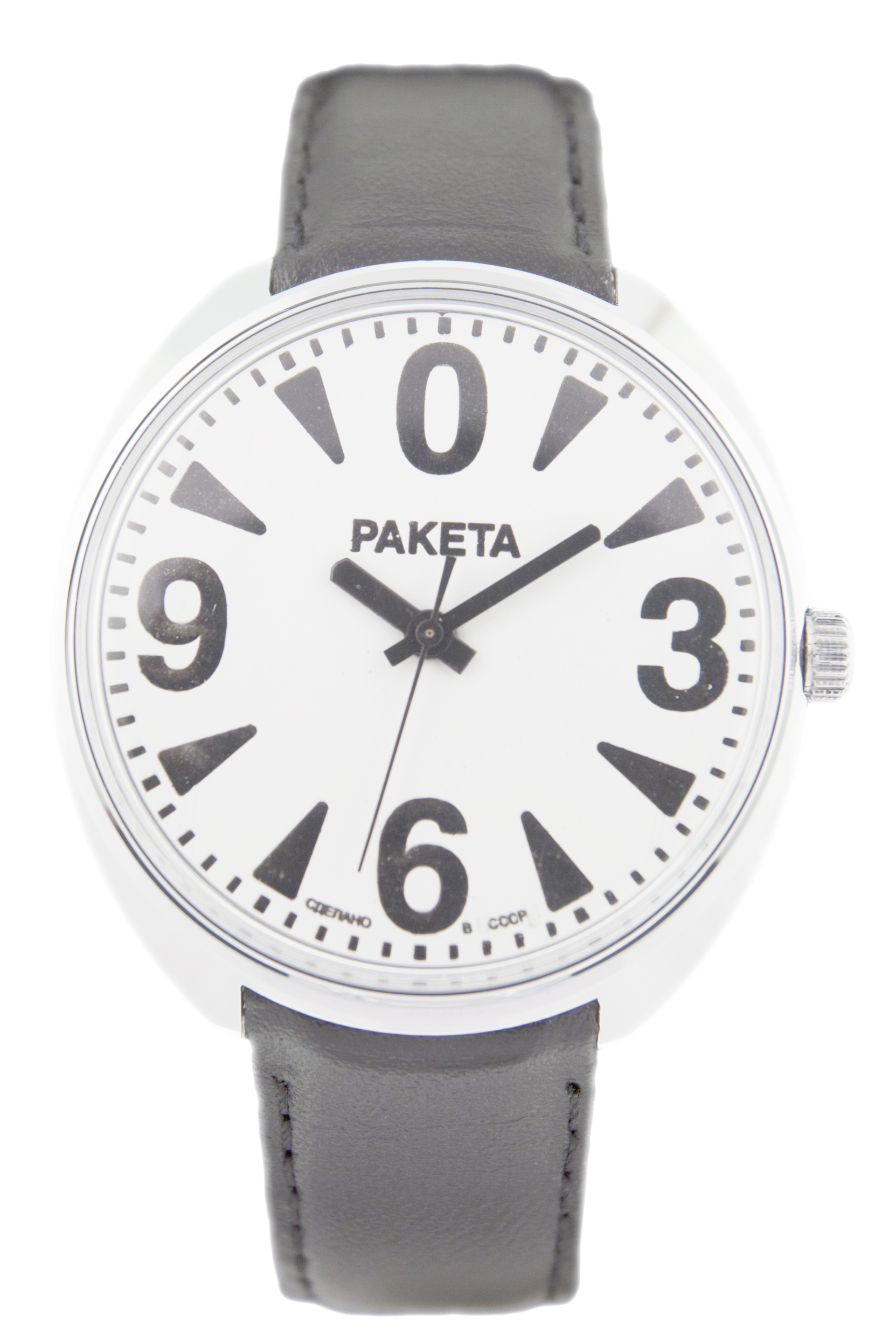
Главный герой ежедневно заводит «биологические» часы «Ракета»

Однажды отец Володи подарил мальчику «биологические» часы «Ракета», которые отмеряют личное время главного героя. Владимир бережно относится к подарку, не забывает заводить часы каждый день. При этом парень не понимает предназначение устройства и не может интерпретировать этот символ. В романе так и не раскрываются возможные последствия поломки часов. Сергей Шаргунов сравнил устройство с «Кощеевой иглой» и увидел в нём «метафору ответственности». Сам автор романа относится к этому символу неоднозначно: с одной стороны он характеризует историю с биологическими часами как «вздор отца» и сравнивает их с тамагочи, с другой — называет «элементом, способным изменить мир».
На своём жизненном пути главный герой постоянно встречает «учителей», знакомивших его с философией смерти. Это и устраивавшая похороны птичек девочка из песочницы, и считающая себя мёртвой Алина, и загадочные гости из Москвы. В конце повествования герой проходит окончательную инициацию в «потусторонний мир».
Что касается реальной жизни, то первый серьёзный навык молодой человек получил на службе в армии: в стройбате он окреп и научился рыть могилы. Из-за постоянного копания у парня затвердела не только кожа на ладонях, но и характер. Несмотря на физическую силу и приобретённый опыт, парень остался наивным человеком: он всё равно воспринимает мир по-детски.
По словам писательницы Ольги Погодиной-Кузминой, главный герой не вызвал у неё никаких эмоций: ни сочувствия, ни отвращения. У парня нет цели в жизни, за исключением ежедневного подзавода «биологических» часов «Ракета». Однако Аглая Набатникова увидела в персонаже качества, благодаря которым он может вызвать симпатию у читателя: готовность постоять за себя, уважение и внимательность к людям, отсутствие надменности, умение учиться.
Анна Жучкова не увидела раскрытия персонажа, который оказался, по её мнению, одноплановым и статичным: из неудачника он быстро трансформировался в «философа». При этом подготовки для этого не потребовалось. Физическая трансформация также вызывала у критика вопросы: без серьёзного опыта в драках Володе удаётся одержать победу сразу над несколькими соперниками.
Критики неоднократно сравнивали Володю Кротышева с другими литературными персонажами: Пётр Пустота из романа Виктора Пелевина «Чапаев и Пустота» (такой же «посторонний» человек, которому не удаётся вписаться в окружающий мир), Нео из фильма «Матрица» (тоже «избранный»), Гарри Поттер (тоже обладает уникальными особенностями и мистическим даром). По словам Елизарова, у Володи Кротышева есть прототип — «добрый знакомый и товарищ» писателя.

#### Никита Кротышев
Никита — единокровный брат главного героя, владелец бизнеса по производству похоронных плит, типичный «браток» из девяностых. Впервые Никита получил тюремный срок ещё в 1989 году, когда учился на четвёртом курсе. К середине 2000-х он уже организовал собственное дело и пригласил брата работать на себя. Как и младший единокровный брат, Никита тоже имеет часы, отсчитывающие его личное время. Одним из самых напряжённых моментов романа является поломка часов героя: после этого события Никита выпадает из сюжета. По мнению Лидии Масловой, Никита — более яркий персонаж, чем главный герой.

#### Эвелина (Алина) Кияшко
Алина — роковая красотка, сначала возлюбленная Никиты Кротышева, а потом — его брата Владимира. Алина — выпускница МГЛУ, работает секретарем главы местной администрации. Несмотря на заурядную профессию, девушка погружена в инфернальный мир и увлекается философией. Именно благодаря Алине Володя обучился азам «загробной схоластики».
Сама девушка считает себя «мёртвой». Она ведёт себя нервно, порой неадекватно. Нередко отправляет своему возлюбленному SMS-сообщения с бессвязным содержанием. Всё тело Алины покрыто странными татуировками. Одной из них является изображение белого кролика, что может быть отсылкой к фильму «Матрица».
Андрей Аствацатуров назвал Алину «сюрреалистической женщиной» и «ведьмой», которая одновременно влечёт к себе Володю и отторгает его. При этом критик увидел в героине беззащитность: как и главный герой, она остаётся ребёнком. За всей её самоуверенностью скрывается слабость. И всё же Алина превосходит своего возлюбленного как по интеллекту, так и по внутренней силе. В конце романа она вернулась к главному герою. Вероятно, почувствовала, что тот успешно прошёл процедуру «посвящения». Роковой красоте, алчности и расчётливости Алины противопоставляется простота и доброта Марии — девушки, к которой главного героя тоже явно влечёт.
Как и в случае с Володей Кротышевым, критики сравнивали Алину с персонажами других литературных произведений. Аглая Набатникова увидела в героине «русскую Марлу Зингер», намекая на произведение Чака Паланика «Бойцовский клуб». Сергей Шаргунов сравнил Алину с Настасьей Филипповной из романа Фёдора Достоевского «Идиот». А Татьяна Москвина нашла у героини общие черты с «резиновыми» женскими персонажами произведений Виктора Пелевина.

#### Сергей Леонидович Кротышев
Отец главного героя — физик с несложившейся научной карьерой, типичный нервный интеллигент. Мужчина со сложным характером, который боится стать посмешищем как в своих, так и в чужих глазах. Это слово герой произносит с особым выделением шипящих звуков: «посмеш-ш-шищще». По мнению искусствоведа Марины Кронидовой, данная игра с фонетикой позволила автору в некотором смысле раскрыть героя.
Кротышев-старший чересчур принципиален, пытается бороться с несправедливостью, в результате чего постоянно ссорится со своими коллегами и не задерживается надолго ни на одном из своих рабочих мест. Однажды «кочевая» жизнь с постоянными переездами из города в город надоела супруге героя (маме Володи), и она уходит от мужа.
По мнению критика Дарьи Ефремовой, в образе Сергея Леонидовича показан типичный стареющий неудачник. Лишь после расставания со всеми своими женщинами, включая маму Володи, он перестал быть гонимым и униженным. Герой начал показывать лучшие качества и стал другом для своих двух сыновей.
Именно Сергей Леонидович подарил Володе и Никите «биологические» часы «Ракета», заведённые в день их рождения. Критики видели в этом сюжетном ходе отсылку к фильму Квентина Тарантино «Криминальное чтиво», где также была история о часах, передаваемых сыну.

#### Гапоненко
Гапон — конкурент Никиты в похоронном бизнесе, директор одной из ритуальных контор Загорска. Критик Лидия Маслова охарактеризовала персонажа как «кладезь бытовой мудрости и обсценного фольклора». По мнению критика, Гапон уравновесил в романе занудные философские рассуждения главных героев. Именно этому персонажу принадлежит одна из важнейших мыслей произведения: «Покойники — это мертвое золото».

## Критика

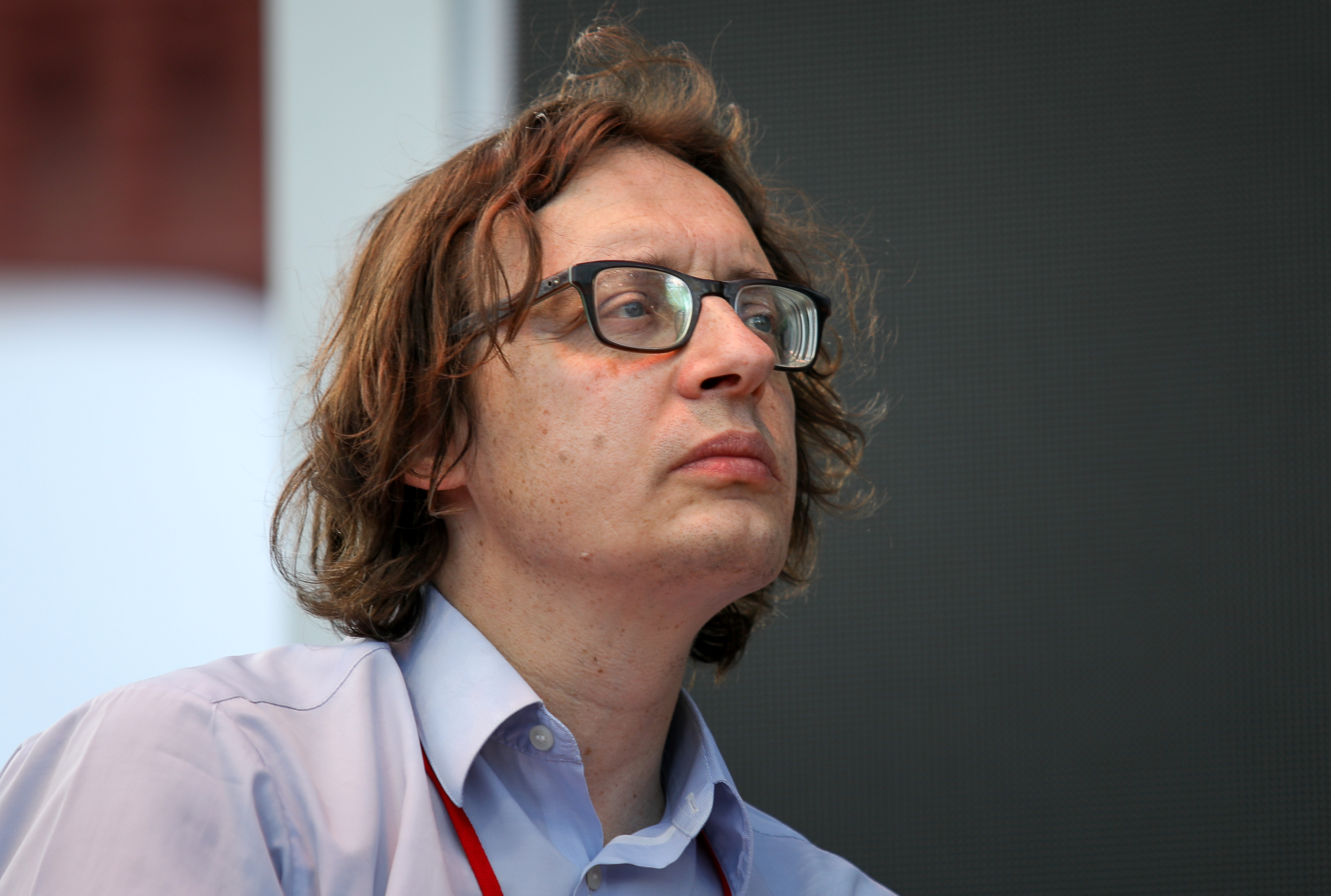
Писатель Андрей Аствацатуров назвал книгу «Земля» лучшим романом Елизарова

Критики восприняли роман неоднозначно и высказали самые разные мнения. Андрей Аствацатуров назвал «Землю» лучшим романом Михаила Елизарова: «мастерский, выдержанный, неторопливый, тщательно продуманный от первого до последнего абзаца». Михаил Хлебников отметил успех романа и объяснил его «особым русским соединением страха и смеха». По словам критика, в произведении хорошо прописаны второстепенные персонажи, которых нельзя назвать «безликими статистами». Кроме того, издав большой роман, Елизаров продемонстрировал способность к «длинному дыханию». Константин Мильчин назвал роман «лучшей книгой на русском языке за последнее время» и охарактеризовал так: «Книга маскируется под роман о смерти, но на самом деле это проза о символах: нас окружают символы, которых мы не понимаем, или мы выдумываем эти символы и все равно не понимаем, как их трактовать. Отдельно стоит отметить, что Елизаров потрясающе умеет сочинять диалоги и большие беседы».
Основным недостатком романа «Земля» многие литературоведы назвали его незавершённость. Книга будто обрывается на полуслове, имея условное и невнятное завершение. По словам критика Марины Кронидовой, смысл произведения «исчез» сразу после прочтения. В похожем ключе о книге отозвалась Анна Жучкова: «Книга написана так, что читать ее очень интересно. К сожалению, после чтения с вами ничего не останется, тут по нулям». Критик Лидия Маслова и историк литературы Андрей Ястребов считают, что автору попросту не хватило писательского опыта и мастерства, чтобы выдержать композицию до конца и «докрутить» тему. Герман Садулаев и Наталья Ломыкина, в отличие от других критиков, видят «Землю» самостоятельным и законченным произведением.
Критику Елене Одиноковой не понравился язык произведения: большое количество обсценной лексики, плохо вычитанный и слабо отредактированный текст. Критик Константин Мильчин негативно отозвался о неловких сценах секса и употребления алкогольных напитков. Анна Жучкова раскритиковала чрезмерную многословность романа с большим количеством мата, «философии» и описаний различных ритуалов. Аглая Набатникова и Лидия Маслова также отметили перенасыщенность маловажными деталями и чрезмерную информативность романа «Земля». При этом критик Алексей Колобородов подчеркнул, что в «Земле» Елизарову удалось избавиться от «цветистости письма».
Неоднозначно критики отнеслись к сочетанию бытового и философского «слоёв» романа. По мнению Михаила Хлебникова, переход к «пляске скелетов» не является резким: всем «инфернальным» событиям, происходящим с героями, всегда можно найти бытовое объяснение. В похожем ключе рассуждал и Андрей Аствацатуров: сочетание различных ипостасей романа видится ему гармоничным. Аглая Набатникова также считает, что Елизарову удалось соединить несочетаемые, на первый взгляд, направления: неореализм, постмодернизм и мистицизм. При этом другие критики уверены в обратном. Ольга Погодина-Кузмина отметила, что биография Кротышева делится на малосвязанные собой части, как «разрубленный лопатой червяк». Аглая Топорова охарактеризовала сочетание соцреализма, мистики и «незатейливой эвристики» как «коктейль». На слабую сочетаемость различных жанров обратил внимание и Андрей Ястребов.
Большинство критиков, включая тех, кто раскритиковал роман «Земля», отметили хороший стиль Елизарова. Ольга Погодина-Кузмина подчеркнула, что роман «Земля» «мастерски написан»: видна тщательная работа автора над каждой страницей. Аглая Топорова также отметила у Михаила Елизарова «умение писать». Анна Жучкова похвалила автора за хорошее описание деталей, эмоций персонажей и передачу их характеров. Аглая Набатникова обратила внимание на новаторство романа и «мастерское владение слова» Елизаровым. Александр Снегирёв назвал текст романа «поэтичным и притягательным» и признал, что от книги трудно оторваться. Андрей Аствацатуров назвал Елизарова «мастером прозы», а Стас Ломакин охарактеризовал язык писателя как «чистое удовольствие». Елена Винокурова считает текст главной составляющей и предлагает читателям обращать первоочередное внимание именно на него, а не на сюжет произведения. Марина Александрова отметила язык романа: «Изобилующий — до навязчивости — цветистыми эпитетами и метафорами текст словно бы помещает реальность под микроскоп, делает все, чтобы читатель не только увидел и услышал все описанное, но и потрогал, и даже понюхал. Это обманка, потому что такая 5D-детальность вовсе не признак реализма, даже магического, а метафизический символ «теоцентричности» или «землецентричности», если под «землей» понимать тот косный прах, из которого возникает и куда уходит человек, проворонивший шанс обзавестись живой душой, точнее, заморивший ее в себе в зародыше».

## Признание

### Премия «Национальный бестселлер»
Роман Михаила Елизарова «Земля» - произведение весьма масштабное, как по уровню осмысления одной из ключевых институций человеческого бытия - смерти и всего того, что её сопровождает, так и по великолепному исполнению на уровне языка и стиля, равно как сюжетно-психологической глубине.

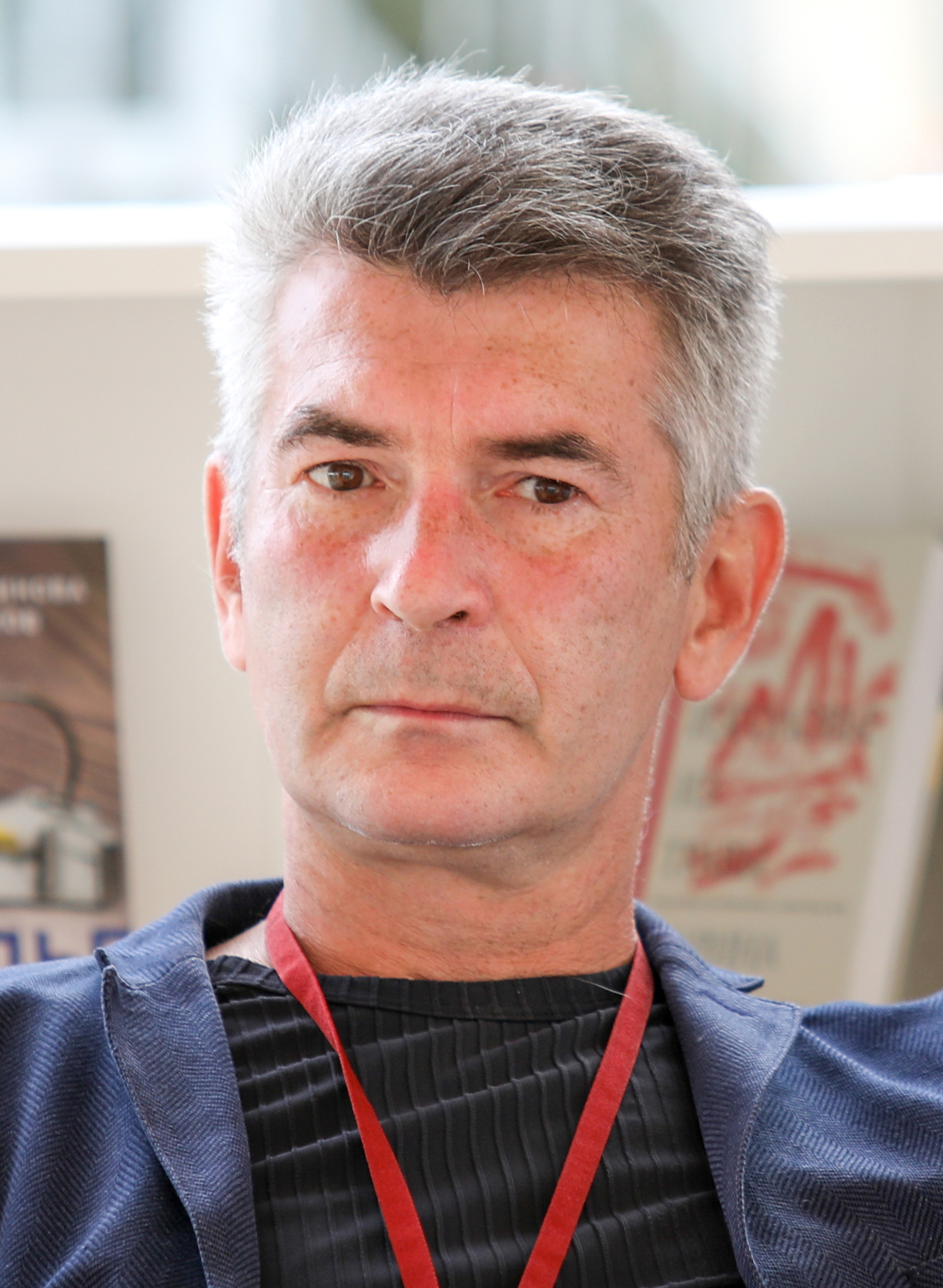
Голос писателя Андрея Рубанова оказался решающим и принёс роману «Земля» победу в премии «Нацбест»

В апреле 2020 года роман «Земля» попал в шорт-лист российской литературной премии «Национальный бестселлер». Произведение Михаила Елизарова номинировал саратовский критик Алексей Колобродов. Наряду с романом Ольги Погодиной-Кузминой «Уран», роман «Земля» был фаворитом. Если первое произведение получило от Большого жюри девять баллов, то второе — рекордные десять.
Финал премии прошёл 4 августа 2020 года. В предыдущие годы мероприятие проходило в зимнем саду гостиницы «Астория» или на Новой сцене Александринского театра. Однако на этот раз организаторы приняли решение о вручении премии в онлайн-формате в связи с пандемией COVID-19. Продолжительность «церемонии» составила лишь 20 минут.
Кроме книг «Земля» и «Уран» на победу претендовали ещё четыре произведения: Андрей Аствацатуров «Не кормите и не трогайте пеликанов», София Синицкая «Сияние „Жеможаха“», Кирилл Рябов «Пёс» и Булат Ханов «Непостоянные величины». В итоге Малое жюри остановило свой выбор на романе Михаила Елизарова: свой голос за него отдали двое из четырёх членов Малого жюри. Писательница Татьяна Соломатина проголосовала за роман «Земля», однако не столько из-за художественных достоинств произведения, сколько из-за отсутствия достойных претендентов.
Победителем я объявляю «Землю» Елизарова. Не потому, что это хорошая книга, а потому, что "за неимением прачки имеем дворника". Литература серьезно больна, «Нацбест» серьезно болен.
Решающим оказался голос Андрея Рубанова — предыдущего обладателя премии. Писатель отметил, что все претенденты на премию «Национальный бестселлер — 2020» являются сильными романами. Однако лучшим он назвал именно произведение «Земля». Приз в 1 миллион рублей разделён в пропорции 9:1 между лауреатом «Нацбеста» Михаилом Елизаровым и номинатором Алексеем Колобродовым.

### Премия «Большая книга»
Роман Михаила Елизарова «Земля» вошёл в список финалистов Национальной литературной премии «Большая книга», вручаемой за лучшее прозаическое произведение на русском языке в сезоне 2019—2020. Претендентами были 13 произведений. Имена лауреатов «Большой книги» были названы 10 декабря 2020 года. Михаил Елизаров главную награду не получил, но стал обладателем приза читательских симпатий.

## Возможное продолжение
Многие критики обратили внимание на незавершённость произведения которая, по их словам, могла разочаровать читателей. Не доведены до конца многие сюжетные линии, не раскрыты судьбы героев, а также мотивы их поступков. Читатель так и не узнал, что стало с Никитой после поломки часов. Неизвестно, как будет проходить учёба Володи на курсах и в чём заключается «повышение квалификации». Непонятно, чем завершится борьба за сферы влияния в похоронном бизнесе. Кроме того, не поставлена точка в судьбе отношений Володи и Алины: возможно, в жизни Кротышева появится другая девушка.
Литературоведы заметили, что книга имеет подзаголовок «Землекоп», который может указывать на возможную трансформацию произведения в дилогию или трилогию. Однако критик Анна Жучкова скептически отнеслась к такому подходу, назвав его «заманухой» и сравнив с прерыванием серии «мыльной оперы» на самом интересном месте. Кроме того, у автора рецензии не появилось желания читать возможное продолжение.
Другие литературоведы выражают надежду на появление продолжения, которое должно помочь в раскрытии прерванной сюжетной линии. Критики понимают, что новая книга будет издана ещё нескоро (если вообще выйдет).
Сам Михаил Елизаров неоднозначно высказывался по поводу возможности создания второй части романа. В интервью Сергею Шаргунову писатель сказал, что написание продолжения просится и он считает нужным это сделать. Однако во время творческой встречи на Московской международной книжной ярмарке он отметил, что «будет скорее всего правильно» не дописывать произведение. Автор не считает обязательным завершение повествования и сведение всех сюжетных линий в одну точку. По словам писателя, в реальной жизни ружья обычно не стреляют, линии не сводятся, а с человеком не происходит серьёзных изменений. Драматургия в произведении «Земля» представлена такой, какой автор и хотел её видеть. Литературу Елизаров охарактеризовал как «языковой феномен», который, в отличие от кинематографа, не нуждается в доведении сюжета до конца.
Я сделал книгу так, как я хотел. Это абсолютно, стопроцентно моя книга. Ни мнения редакторов, ни пожелания никак не повлияли.
Лидия Маслова посчитала резкое прерывание повествования логичным: ведь смерть порой тоже приходит внезапно. А Андрей Рудалёв считает, что в обязанность писателя не входит завершение всех сюжетных линий: эту работу читатель может выполнить и самостоятельно.
Елизаров не гарантирует выход продолжения романа «Земли»: автор займётся созданием продолжения, только если в его голове возникнет «правильная концепция». По его словам, повествование так и ограничится первым томом, если второй выйдет хуже или возникнут проблемы с раскрытием замысла. Елизаров заранее предупредил читателей о возможном невыходе второй части и попросил «не судить строго». Писатель отметил, что если продолжение романа «Земля» всё же выйдет, то упор в нём будет сделан уже на происходящее после смерти человека.
В плане возможного отсутствия продолжения роман «Земля» сравнивался критиками с поэмой «Мёртвые души». С таким сравнением осторожно соглашался и сам автор. Он напомнил, что изначально поэма Николая Гоголя, как и произведение «Земля», задумывалась как трилогия. Однако последующие тома «Мёртвых душ», по мнению Елизарова, разрушили бы изначальный замысел классика русской литературы.